# كريستيان سفينسون
كريستيان سفينسون (بالسويدية: Kristian Svensson)‏ (10 مايو 1981 في السويد - ) هو لاعب كرة يد السويد في مركز ظهير ‏. لعب مع FCK Håndbold ‏.

## وصلات خارجية
- كريستيان سفينسون على موقع الاتحاد الأوروبي لكرة اليد (الإنجليزية)